# Oporowo (województwo kujawsko-pomorskie)
Oporowo – wieś w Polsce położona w województwie kujawsko-pomorskim, w powiecie żnińskim, w gminie Łabiszyn.
W latach 1975–1998 miejscowość położona była w województwie bydgoskim. Według Narodowego Spisu Powszechnego (III 2011 r.) liczyła 134 mieszkańców. Jest jedenastą co do wielkości miejscowością gminy Łabiszyn.